# Santa Maria de Marcèvol

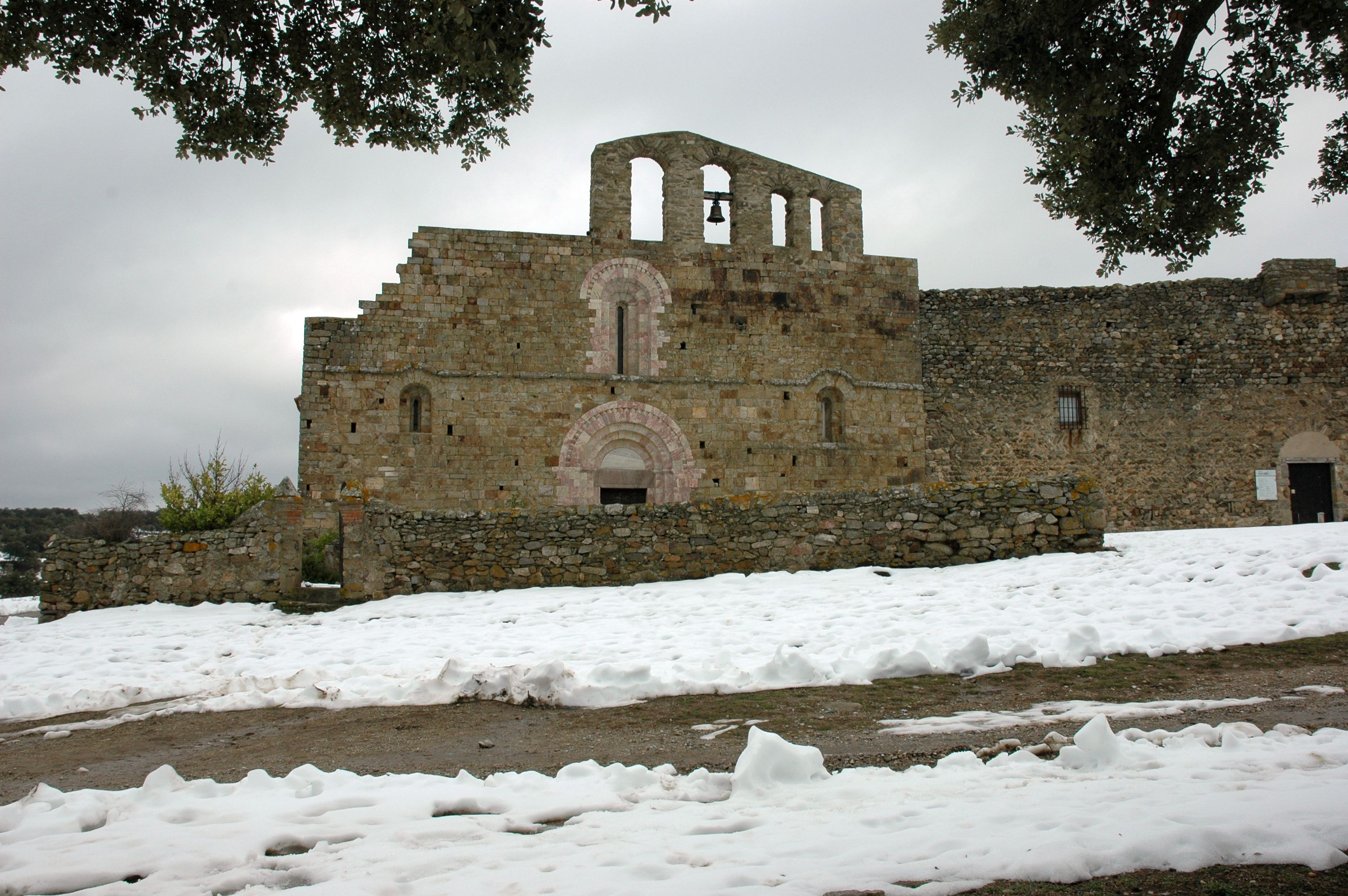
El priorat. A l'esquerra, l'església

El priorat de Santa Maria de Marcèvol es troba a 560 metres d'altitud sobre un altiplà que domina la vall del Tet i mira cap al Canigó. Està situat en el poble de Marcèvol, que pertany a la comuna nord-catalana d'Arboçols, a la comarca del Conflent. Va ser declarat "monument històric" l'any 1840.
Està situat uns 200 metres separat al sud del poble de Marcèvol, lleugerament dessota seu.

## Història

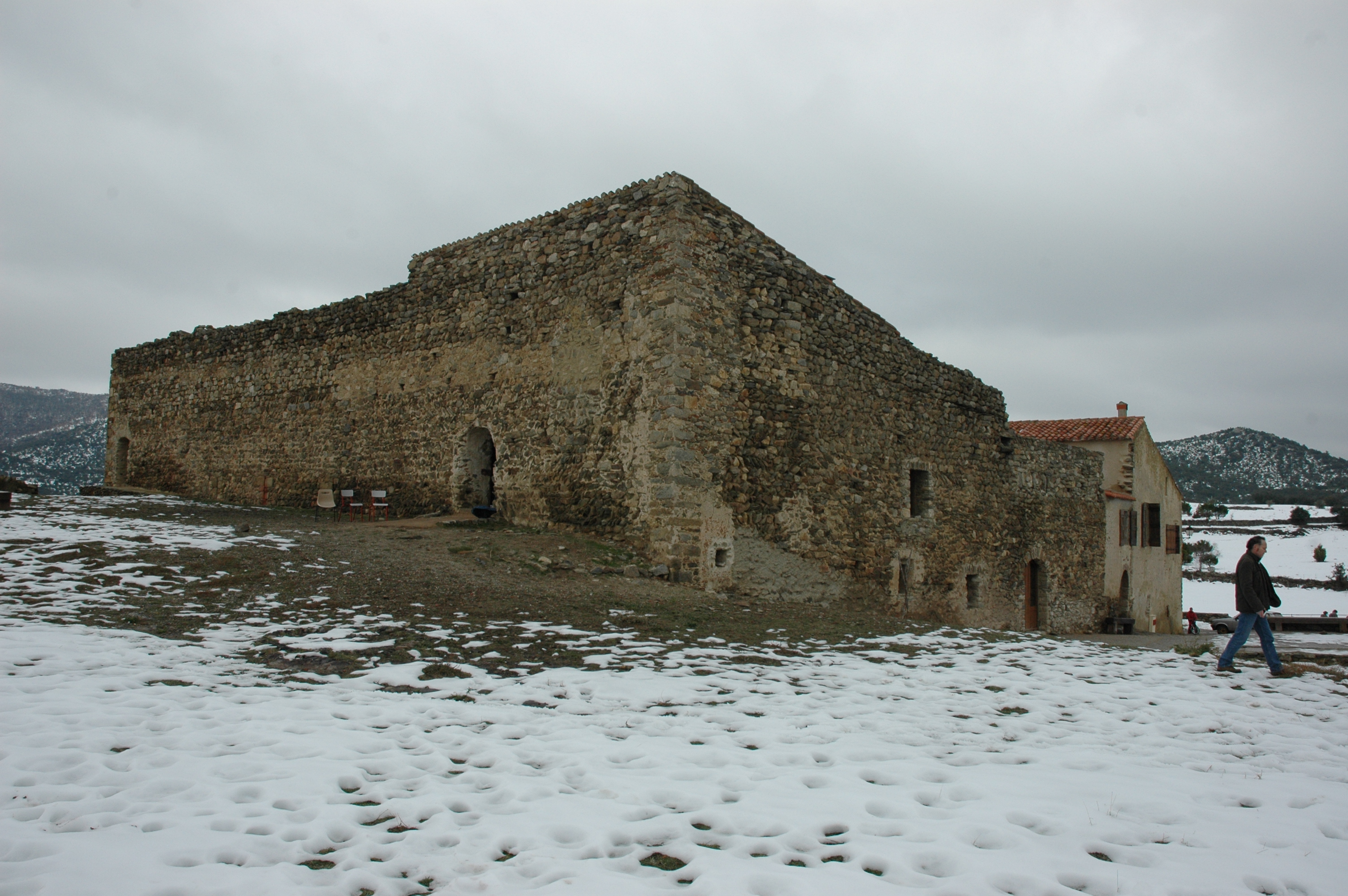
Vista general de la muralla

El 1128 el bisbe d'Elna donà l'església i l'alou de Santa Maria als canonges del Sant Sepulcre, que hi fundaren un priorat abans del 1142, dependent del monestir de Santa Anna de Barcelona. Era l'única dependència d'aquest orde a la Catalunya del Nord. Vers el 1370 es va fortificar amb una gran muralla la casa i les dependències dels canonges, pròximes a la gran església de tres naus. El 1381 li fou unit el monestir doble de Sant Jaume d'Illa.
Segurament el terratrèmol de Catalunya de 1428 i sobretot la dissolució de l'orde pel papa l'any 1484 va fer que entrés en decadència, i s'unís, successivament, a Santa Maria de la Real de Perpinyà (1466) i a la comunitat de preveres de Vinçà (1476). En aquest temps foren refetes les voltes de l'església. N'ha desaparegut una absidiola, i l'absis principal és inutilitzat; la de migdia té restes d'una notable decoració mural romànica, amb un pantocràtor sobre fons d'estrelles.
Aquesta comunitat també va dedicar-se a l'organització de perdons a la Mare de Déu. Una tradició antiga hi associa un miracle de la mare d'un Papa, camí de Compostel·la, que seria sepultada a l'església parroquial. Llavors Marcèvol esdevingué un lloc que atreia centenars de pelegrins amb l'esperança d'obtenir grades o indulgències. Aquest és l'aplec més famós del Conflent, i cada 3 de maig a Marcèvol encara se celebra una missa.
Venut com a bé nacional a la Revolució, es convertí en explotació agrícola. L'edifici, classificat com a monument històric el segle xix, ha estat restaurat a partir dels anys 1970. Modernament s'hi ha instal·lat una comunitat laica, que té cura de la restauració de l'església (declarada monument nacional) i les dependències priorals.

### Llista de priors
- 1129 Joan
- 1157 Bernat
- 1186 Bonet
- 1188 Pere I (Pere de la Jonquera?)
- 1210-1224 Guillem I (Guillem de Cirac?)
- 1236 Bernat II
- 1236-1265 Bernat III de Trana
- 1265-1281 Bertran de Trillà
- 1282-1288 Jaume de Piera
- 1297-1306 Bernat IV
- 1308 Guillem de Vira
- 1317 Berenguer d'Espelloncs
- 1338 Mateu Geli
- 1349-1356 Arnau
- 1357-1365 Bernat de Roqueta (I)
- 1363 Jaume Ferrer sa Sala
- 1368-1385 Bernat de Roqueta (II)
- 1389-1428 Francesc Talamanca
- 1428 Joan Besora
- 1429-1457 Bartomeu Berenguer de Vall-llebrera
- 1466-1468 Joan Jaume del Voló
- 1476 Nicolau Ferrer de Galbes (de Gualba?)
- 1476-1484 Pere Renart

## L'església

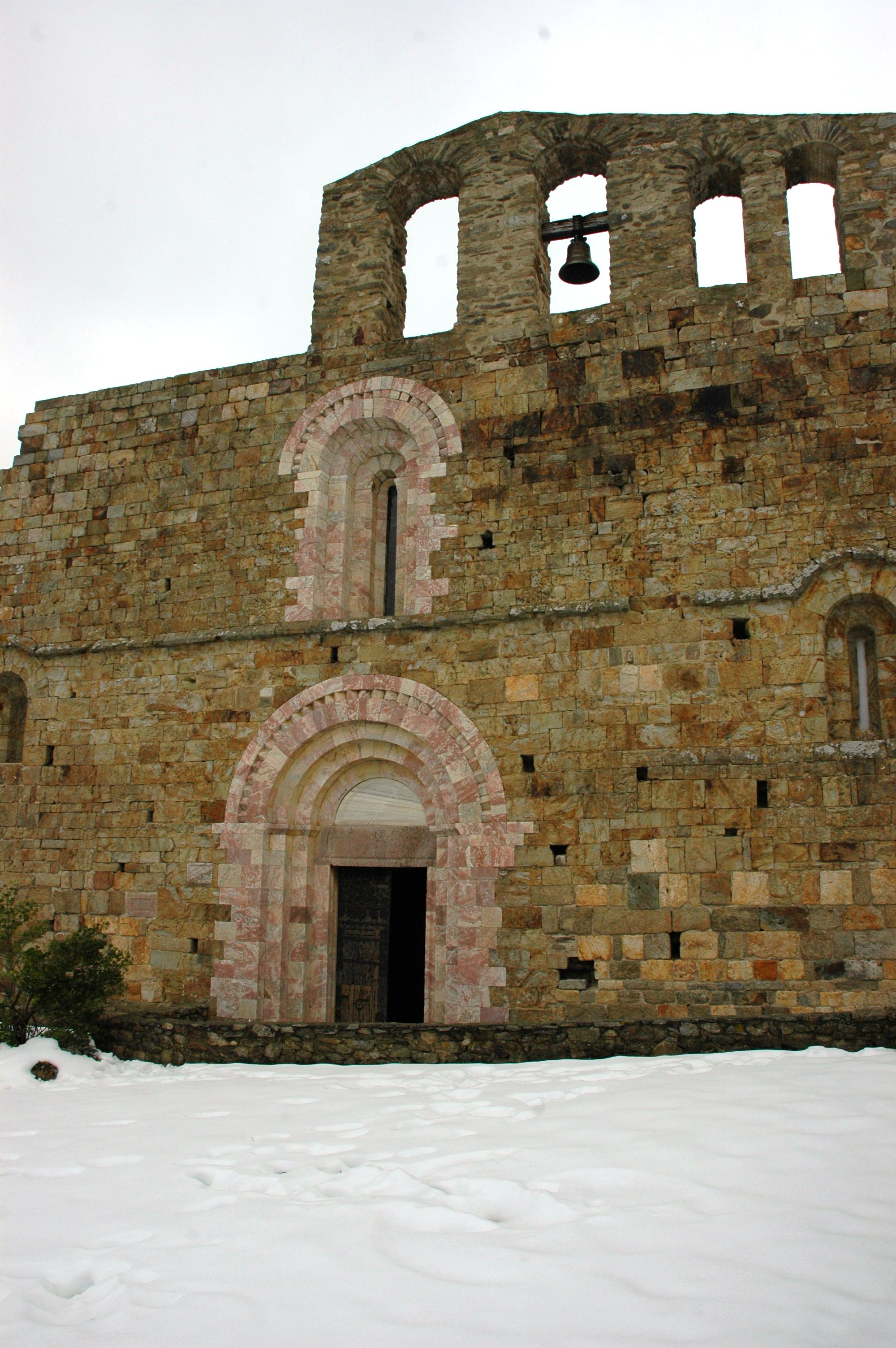
La façana amb la portalada, de marbre blanc i rosat

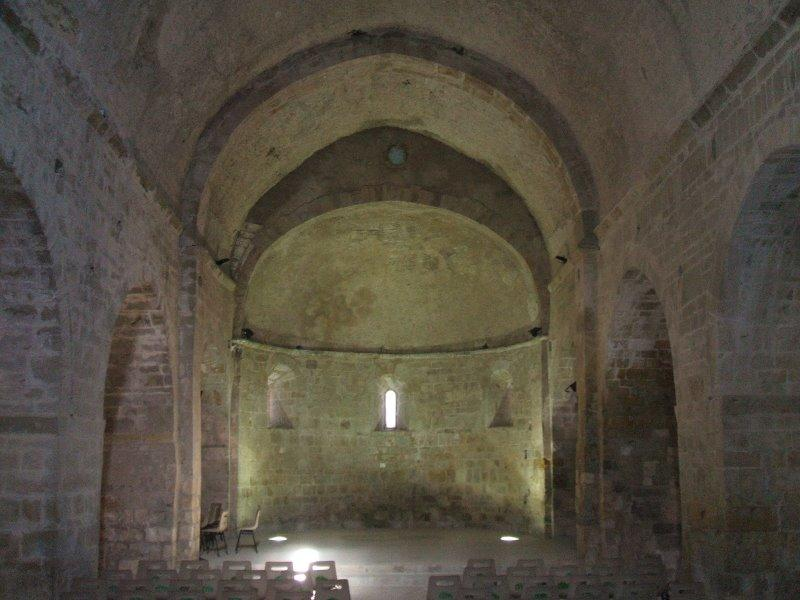
L'interior, nau central

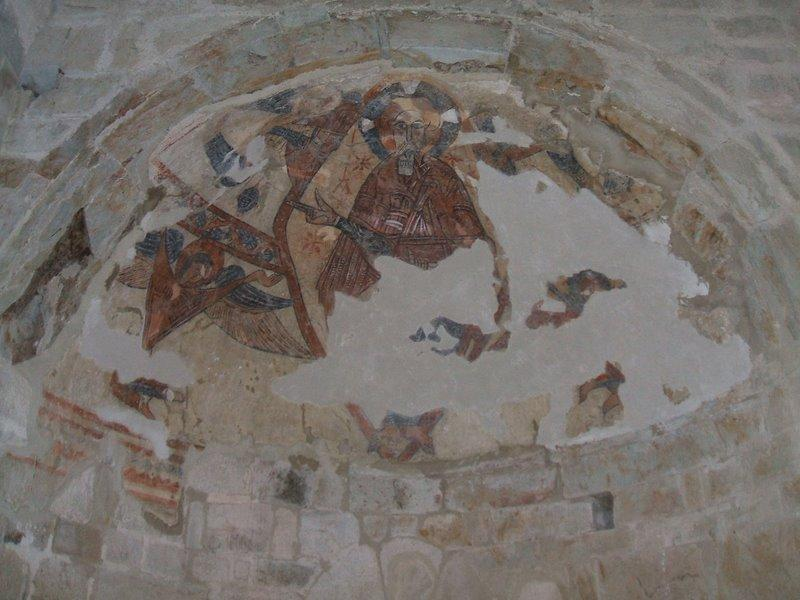
Pintures murals de l'absidiola sud

L'església romànica, construïda en el transcurs del segle xii, fou molt malmesa en el terratrèmol esmentat. Les reparacions van ser realitzades a la fi del segle xv, amb la reconstrucció de la volta de la nau central i de la lateral nord.
L'edifici s'organitza, doncs, avui en tres naus: la lateral sud i la central d'una part, i la lateral nord d'altra banda. Aquesta, reconstruïda el 1496, va ser subdividida en capelles comunicades entre elles per obertures mesurades a aquest efecte. Ha perdut la seva absidiola, cosa que fa que la capçalera de l'església només compta amb l'absidiola meridional i l'absis principal.
L'església és d'aparell regular, molt ben tallat, i els absis tenen una decoració d'arcuacions sobre una línia de mènsules. És notable la portalada, de marbre blanc i rosat. Un campanar de cadireta asimètric domina la façana d'entrada. Tot i que no hi ha cap indici que permeti afirmar-ho, possiblement en origen s'hi afegiren dos ulls més als quatre existents.
De la decoració interior només resta una pica romànica de pedra, un fragment esculpit d'una altra, i el fresc que representa el Crist en Majestat a l'absidiola sud.

## L'entorn

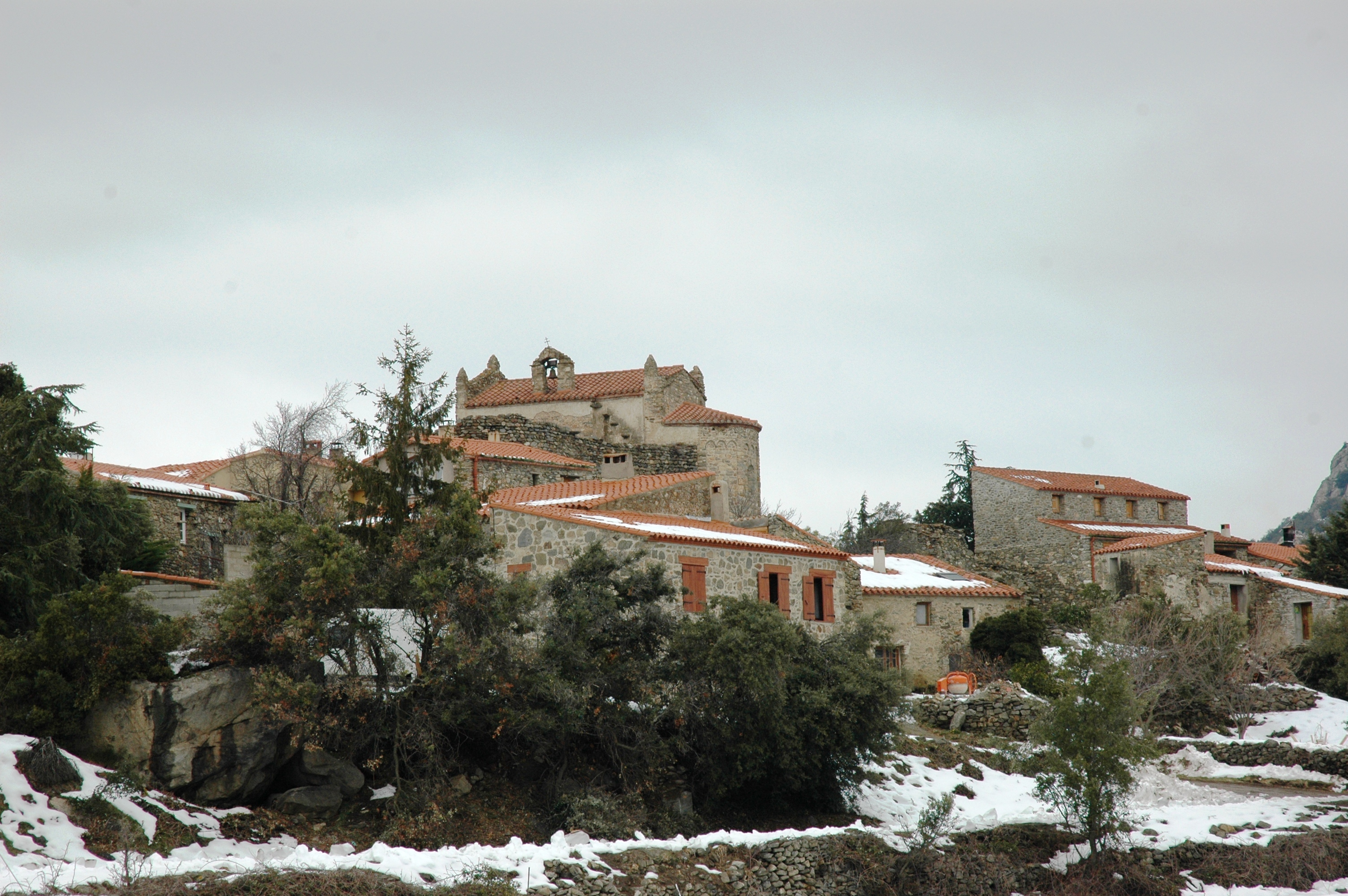
Marcèvol dominat per l'església romànica de Santa Maria de les Grades, del

El paisatge és esplèndid: al nord, la Roca del Moro (775 m), a l'oest el Pic de Bau (1025 m), al sud, el cim mític dels catalans: el pic del Canigó (2.785 m). A alguns passos del priorat, la capella de Santa Maria de les Grades, del segle xi, domina el poble de Marcèvol.
Vestigis com ara un dolmen i un oppidum testimonien una ocupació humana des del Neolític (4000 anys a C). Restes de conreus en feixes, de camins ramaders, l'alzina, la garriga, la vinya, marquen el terme d'Arboçols, al qual Marcèvol fou agregat el 1822.